# Thellungia advena
Thellungia  es un género monotípico de plantas herbáceas,  perteneciente a la familia de las poáceas. Su única especie: Thellungia advena, es originaria de Australia.
Algunos autores lo incluyen en el género Eragrostis.

## Taxonomía
Thellungia advena fue descrita por Otto Stapf y publicado en Bulletin of Miscellaneous Information Kew 1920(3): 98, f. 1–11. 1920.
Etimología
Thellungia: nombre genérico que fue otorgado en honor del botánico suizo Albert Thellung.
advena: epíteto latín que significa "extranjero"